# Амансай (Туркестанская область)
Амансай (каз. Амансай) — село в Байдибекском районе Туркестанской области Казахстана. Входит в состав Боралдайского сельского округа. Находится примерно в 51 км к юго-востоку от районного центра, села Шаян. Код КАТО — 513645200.

## Население
В 1999 году население села составляло 650 человек (337 мужчин и 313 женщин). По данным переписи 2009 года, в селе проживало 798 человек (407 мужчин и 391 женщина).